# Thésy
Thésy is een gemeente in het Franse departement Jura (regio Bourgogne-Franche-Comté). De plaats maakt deel uit van het arrondissement Lons-le-Saunier.

## Geografie
Op een oppervlakte van 4,9 km² telt Thésy 65 inwoners (2011), de bevolkingsdichtheid is daarmee 13,3 inwoners per km².

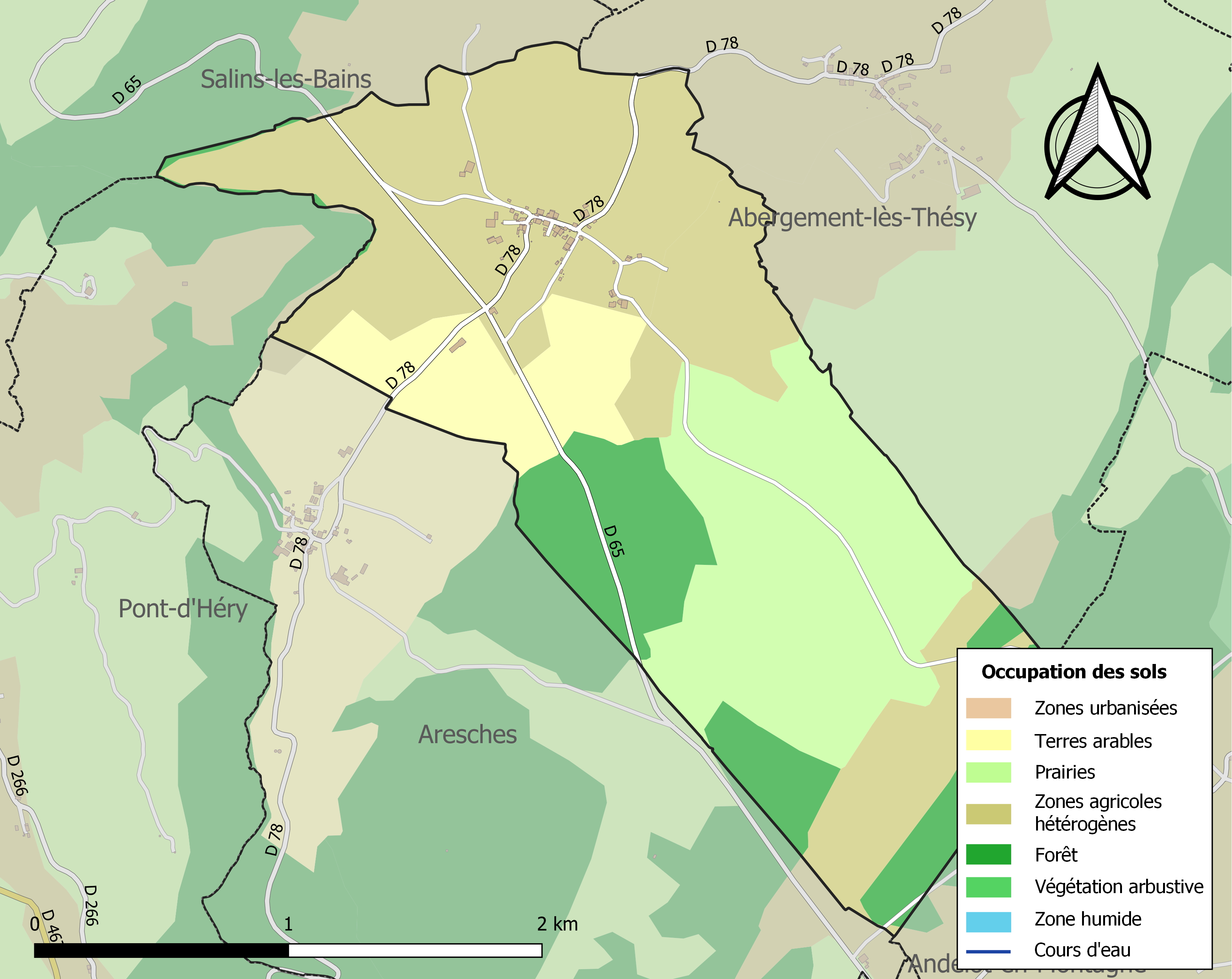
Kaart van de gemeente met de belangrijkste infrastructuur, bodemgebruik en omliggende gemeenten

## Demografie
Onderstaande figuur toont het verloop van het inwonertal (bron: INSEE-tellingen).